# Syngonanthus helminthorrhizus
Syngonanthus helminthorrhizus är en gräsväxtart som först beskrevs av Carl Friedrich Philipp von Martius och Friedrich August Körnicke, och fick sitt nu gällande namn av Wilhelm Willy Otto Eugen Ruhland. Syngonanthus helminthorrhizus ingår i släktet Syngonanthus och familjen Eriocaulaceae. Inga underarter finns listade i Catalogue of Life.